# Fonte sacerdotal
- J: Javista (século X ou IX)[1][2]
- E: Eloísta (século IX a.C.)[1]
- Dtr1: inicial (século VII a.C.) historiador deuteronomista
- Dtr2: tardio (século VI a.C.) historiador deuteronomista
- P*: Fonte sacerdotal  (século VI ou V)[3][2]
- D†: Deuteronomista
- R: Redator
- DH: História deuteronomista (livros de Josué, Juízes, Samuel, Reis)

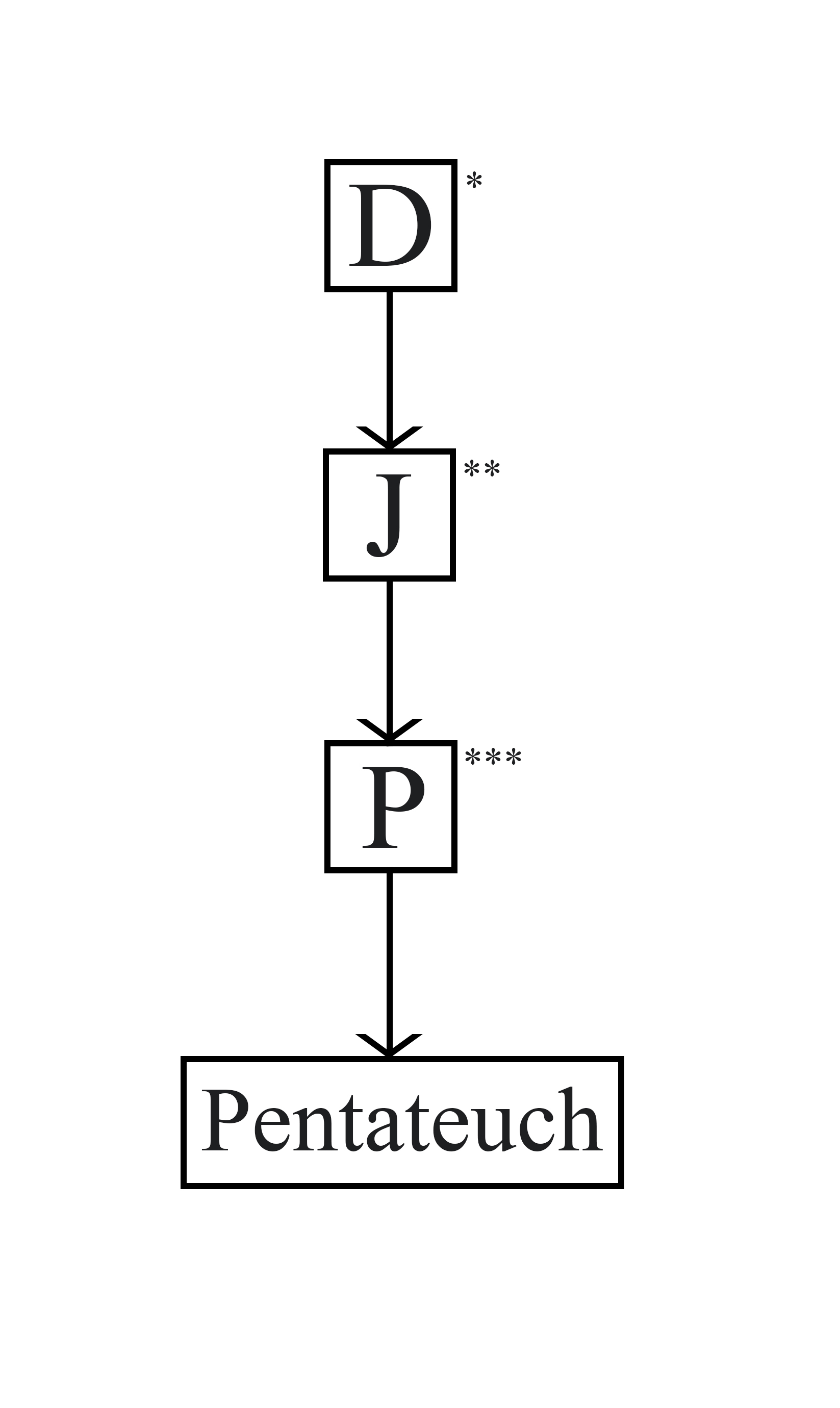
Diagrama da en, um modelo popular da composição da Torá. A fonte javista é mostrada como J.

Diagrama da hipótese documental do século XX.

A fonte sacerdotal (ou simplesmente P ) é talvez a fonte mais amplamente reconhecida subjacente à Torá. É estilística e teologicamente distinta dos outros materiais que compões a Torá, e inclui um conjunto de afirmações que são contraditas por passagens não sacerdotais e, portanto, são características únicas, como:
- nenhum sacrifício antes da instituição ser ordenada por Javé no Sinai,

- o status exaltado de Aarão e o sacerdócio,

- e o uso do título divino El Shaddai antes que Deus revele seu nome a Moisés.[5]

Em geral, o trabalho sacerdotal se preocupa com questões sacerdotais—a lei ritual, as origens dos santuários e rituais e genealogias—todas expressas em um estilo formal e repetitivo. Ele enfatiza as regras e rituais de adoração, e o papel crucial dos sacerdotes, expandindo consideravelmente o papel dado a Aarão (todos os levitas são sacerdotes, mas de acordo com P apenas os descendentes de Aarão tinham permissão para oficiar no santuário interno).

## História
A história da Judá exílica e pós-exílica é pouco conhecida, mas um resumo das teorias atuais pode ser feito da seguinte forma:
- A religião na Judá monárquica girava em torno do sacrifício ritual no Templo. Lá, a adoração estava nas mãos de sacerdotes conhecidos como zadoquitas (o que significa que eles traçaram sua descendência de um ancestral chamado Zadoque, que, de acordo com a Bíblia Hebraica, era o sumo sacerdote nomeado por Samuel.[9]) Havia também uma ordem inferior de oficiais religiosos chamados levitas, que não tinham permissão para realizar sacrifícios e eram restritos a funções servis.
- Embora os zadoquitas fossem os únicos sacerdotes em Jerusalém, havia outros sacerdotes em outros centros. Um dos mais importantes deles era um templo em Betel, ao norte de Jerusalém. Betel, o centro do culto do "bezerro de ouro", era um dos principais centros religiosos do reino do norte de Israel e teve apoio real até que Israel foi destruído pelos assírios em 721 a.C.. Aarão estava de alguma forma associado a Betel.
- Em 587 a.C., os babilônios conquistaram Jerusalém e levaram a maior parte do sacerdócio zadoquita para o exílio, deixando para trás os levitas, que eram muito pobres e marginalizados para representar uma ameaça aos seus interesses. O templo de Betel agora assumia um papel importante na vida religiosa dos habitantes de Judá, e os sacerdotes não zadoquitas, sob a influência dos sacerdotes aronitas de Betel, começaram a se chamar de "filhos de Aarão" para se distinguir dos "filhos de Zadoque".
- Quando os sacerdotes zadoquitas voltaram do exílio após c. 538 a.C. e começaram a restabelecer o templo em Jerusalém, eles entraram em conflito com os sacerdotes levitas. Os zadoquitas venceram o conflito, mas adotaram o nome Aronita, seja como parte de um acordo ou a fim de flanquear seus oponentes cooptando seu ancestral.
- Os zadoquitas simultaneamente se viram em conflito com os levitas, que se opuseram à sua posição subordinada. Os sacerdotes também venceram essa batalha, escrevendo no documento sacerdotal histórias como a rebelião de Coré, que descreve o desafio à prerrogativa sacerdotal como profana e imperdoável.

## O trabalho sacerdotal
O Pentateuco ou Torá (os termos gregos e hebraicos, respectivamente, para os livros bíblicos de Gênesis, Êxodo, Levítico, Números e Deuteronômio) descrevem a pré-história dos israelitas desde a criação do mundo, até os primeiros patriarcas bíblicos e suas andanças, ao Êxodo do Egito e ao encontro com Deus no deserto. Os livros contêm muitas inconsistências, repetições, diferentes estilos de narrativa e diferentes nomes para Deus.  John Van Seters [en] observa:
"Voltando ao Tetrateuco, observamos uma característica que destaquei pelo uso de itálico, em que blocos paralelos de material foram colocados lado a lado. Assim, existem dois relatos da criação, duas genealogias de Sete, duas genealogias de Sem, duas alianças entre Abraão e seu deus, duas revelações a Jacó em Betel, dois chamados de Moisés para resgatar seu povo, dois conjuntos de leis dadas no Sinai, duas Tendas de Reunião / Tabernáculos montados no Sinai."
As repetições, estilos e nomes não são aleatórios, mas seguem padrões identificáveis, e o estudo desses padrões levou os estudiosos à conclusão de que quatro fontes distintas estão por trás deles.
Os estudiosos do século XIX viam essas fontes como documentos independentes que haviam sido cuidadosamente editados em conjunto e, durante a maior parte do século XX, esse foi o consenso aceito. Mas em 1973, o estudioso bíblico americano Frank Moore Cross publicou um trabalho influente chamado Cananite Myth and Hebrew Epic, no qual argumentou que P não era um documento independente (ou seja, um texto escrito contando uma história coerente com um começo, meio e fim), mas uma expansão editorial de outra das quatro fontes, a combinação javista/eloísta (chamada JE). O estudo de Cross foi o início de uma série de ataques à hipótese documental, continuados notavelmente pelo trabalho de Hans Heinrich Schmid (The So-called Jahwist, 1976, questionando a data da fonte javista), Martin Rose (1981, propondo que a fonte javista foi composta como um prólogo da história que começa em Josué) e Van Seters (Abraham in History and Tradition, propondo uma data do século VI a.C. para a história de Abraão e, portanto, para a fonte javista). Ainda mais radical foi Rolf Rendtorff [en] (The Problem of the Process of Transmission in the Pentateuch, 1989), que argumentou que nem a javista nem a eloísta jamais existiram como fontes, mas em vez disso representaram coleções de histórias fragmentárias independentes, poemas, etc.
Nenhum novo consenso emergiu para substituir a hipótese documental, mas desde aproximadamente meados da década de 1980, uma teoria influente surgiu que relaciona o surgimento do Pentateuco à situação em Judá no século V a.C. sob o governo imperial persa. A instituição central na província persa pós-exílica de Jeúde (o nome persa para o antigo reino de Judá) foi o Segundo Templo reconstruído, que funcionava tanto como o centro administrativo da província quanto como o meio pelo qual Jeúde pagava impostos aos governo central. O governo central estava disposto a conceder autonomia às comunidades locais em todo o império, mas primeiro era necessário que a suposta comunidade autônoma apresentasse as leis locais para autorização imperial. Isso forneceu um poderoso incentivo para que os vários grupos que constituíam a comunidade judaica em Jeúde chegassem a um acordo. Os grupos principais eram as famílias de proprietários que controlavam as principais fontes de riqueza e as famílias sacerdotais que controlavam o Templo. Cada grupo tinha sua própria história de origens que legitimava suas prerrogativas. A tradição dos proprietários de terras baseava-se na velha tradição deuteronomista, que existia pelo menos desde o século VI a.C. e tinha raízes ainda antes; a das famílias sacerdotais foi composta para "corrigir" e "completar" a composição dos terratenentes. No documento final, Gênesis 1–11 estabelece as bases, Gênesis 12–50 define o povo de Israel e os livros de Moisés definem as leis da comunidade e o relacionamento com seu Deus.
Muitos estudiosos atribuem as leis da fonte P ao desejo de glorificar a casta sacerdotal Aaronita responsável por sua composição.

## Características, data e escopo

### Visão geral
O trabalho sacerdotal se preocupa com as questões sacerdotais—
lei ritual, as origens de santuários e rituais e genealogias—
tudo expresso em um estilo formal e repetitivo. Ele enfatiza as regras e rituais de adoração, e o papel crucial dos sacerdotes, expandindo consideravelmente o papel dado a Aarão (todos os levitas são sacerdotes, mas de acordo com P apenas os descendentes de Aarão tinham permissão para oficiar no santuário interno).
O Deus de P é majestoso e transcendente, e todas as coisas acontecem por causa de seu poder e vontade. Ele se revela em etapas, primeiro como Elohim (uma palavra hebraica que significa simplesmente "deus", tirada da palavra cananeia anterior que significa "os deuses"), depois a Abraão como El Shaddai (geralmente traduzido como "Deus Todo-Poderoso") e, finalmente a Moisés por seu nome único, Javé. P divide a história em quatro épocas, desde a Criação até Moisés, por meio de alianças entre Deus e Noé, Abraão e Moisés. Os israelitas são o  povo escolhido de Deus, seu relacionamento com eles é governado pelos convênios e o Deus de P está preocupado que Israel deve preservar sua identidade evitando casamentos mistos com não israelitas. P está profundamente preocupado com a "santidade", que significa a pureza ritual do povo e da terra: Israel deve ser "um reino sacerdotal e uma nação sagrada" (Êxodo 19:6), e as regras e rituais elaborados de P têm como objetivo criar e preser a santidade.<
Bons casos foram feitos para a composição exílica e pós-exílica, levando à conclusão de que ela tem pelo menos duas camadas, abrangendo um amplo período de 571–486 a.C.. Este foi um período em que a observância cuidadosa do ritual era um dos poucos meios disponíveis que poderiam preservar a identidade do povo, e a narrativa dos autores sacerdotais criou um mundo essencialmente estável e seguro no qual a história de Israel estava sob o domínio de Deus. controle, de forma que mesmo quando Israel se alienou de Deus, levando à destruição de Jerusalém e ao exílio na Babilônia, a expiação ainda poderia ser feita por meio de sacrifícios e rituais.

### Pentateuco
P é responsável pela primeira das duas histórias da criação em Gênesis (Gênesis 1), pela genealogia de Adão, parte da história do Dilúvio, a Tabela das Nações e a genealogia de Sem (ou seja, a ancestralidade de Abraão). A maior parte do restante de Gênesis é javista, mas P fornece a aliança com Abraão (capítulo 17) e algumas outras histórias sobre Abraão, Isaac e Jacó.
O livro de Êxodo também é dividido entre a fonte javista e P, e o entendimento usual é que o(s) escritor(es) Sacerdotal(is) estavam adicionando a uma narrativa javista já existente. Os capítulos 1–24 (da escravidão no Egito às aparições de Deus no Sinai) e os capítulos 32–34 (o incidente do bezerro de ouro) são do javista e as adições de P são relativamente menores, observando a obediência de Israel ao mandamento de ser frutífero e de natureza ordeira de Israel até no Egito.  P foi responsável pelos capítulos 25–31 e 35–40, as instruções para fazer o Tabernáculo e a história de sua fabricação.
Levítico 1–16 vê o mundo dividido entre as missas profanas (ou seja, não sagradas) e os sacerdotes sagrados. Qualquer pessoa que incorrer em impureza deve ser separada dos sacerdotes e do Templo até que a pureza seja restaurada por meio da lavagem, do sacrifício e da passagem do tempo. Levítico 17–26 é chamado de código de santidade [en], por sua insistência repetida de que Israel seria um povo santo; estudiosos o aceitam como uma coleção discreta dentro da fonte sacerdotal mais ampla, e rastrearam escritos de santidade semelhantes em outras partes do Pentateuco.
Em Números, a fonte sacerdotal contribui com os capítulos 1–10: 28, 15–20, 25–31 e 33–36, incluindo, entre outras coisas, dois censos, decisões sobre a posição de levitas e sacerdotes (incluindo a provisão de cidades especiais para os levitas), e o escopo e proteção da Terra Prometida. Os temas sacerdotais em Números incluem o significado do sacerdócio para o bem-estar de Israel (o ritual dos sacerdotes é necessário para remover a impureza) e a provisão de Deus do sacerdócio como meio pelo qual ele expressa sua fidelidade ao pacto com Israel. 
A fonte sacerdotal em Números originalmente terminou com um relato da morte de Moisés e da sucessão de Josué ("Então Moisés subiu das planícies de Moabe ao monte Nebo..."), mas quando Deuteronômio foi adicionado ao Pentateuco, isso foi transferido até o final de Deuteronômio. 

### Datação
Enquanto a maioria dos estudiosos considera P como um dos últimos estratos do Pentateuco, pós-datando J e D, desde a década de 1970 uma série de estudiosos judeus desafiaram esta suposição, argumentando a favor de uma datação precoce do material sacerdotal. Avi Hurvitz, por exemplo, argumentou vigorosamente em bases linguísticas que P representa uma forma anterior da língua hebraica do que a que é encontrada em Ezequiel e Deuteronômio e, portanto, é anterior a ambos. Esses estudiosos frequentemente afirmam que a datação tardia de P é devido em grande parte a um preconceito protestante em estudos bíblicos que assumem que o material "sacerdotal" e "ritualístico" deve representar uma degeneração tardia de uma fé anterior, "mais pura". Esses argumentos não convenceram a maioria dos estudiosos, no entanto.